# Barva (Vulkan)
Der Barva ist ein Vulkan der nur wenige Kilometer von der Hauptstadt von Costa Rica, San José, entfernt liegt. Drei auffällige Gipfel geben dem Vulkan auch den Namen Las Tres Marias. Die Ablagerungen des gewaltigen Tiribi Tuffs entstanden durch einen Ausbruch vor 322.000 Jahren, bei welchem die zentrale Caldera des Vulkans entstand. In der Caldera mit einem Durchmesser von 2 Kilometern entstanden vier Vulkankegel. Mehrere Schlackenkegel befinden sich an der nördlichen und südlichen Flanke des Vulkans. Die einzige mit der Methode der Tephrochronologie datierte Eruption fand 6050 v. Chr. ± 1000 Jahre statt.